# 王觀 (太學士)
王觀，字尚賓，河南江北等處行中書省汴梁路祥符縣（今河南開封）人。明朝初期政治人物。
其由鄉薦進入太學，后出任蘇州知府，廉潔并有威信。有官吏錢英屢次陷害長官，王觀逮捕殺之。朱元璋聽聞后下詔表彰，并賜酒。當時民多逋賦，長官催債急。王觀勸鄉親富人貸款貧民，以交賦稅。其前任季亨、魏觀，後任姚善、況鐘都有賢德，被人稱為“姑蘇五太守”，并祭祀于學宮。